# Hayato Mine
Hayato Mine (峯 勇斗 Mine Hayato?, nacido el 31 de agosto de 1992 en Chiba) es un futbolista japonés que se desempeña como delantero.

## Trayectoria

### Clubes
| Club              | País  | Año               |
| ----------------- | ----- | ----------------- |
| Blaublitz Akita   | Japón | 2014 - 2015       |
| Fujieda MYFC      | Japón | 2016              |
| Vonds Ichihara    | Japón | 2017 - 2020       |
| Briobecca Urayasu | Japón | 2021 - Actualidad |

## Estadística de carrera

### J. League
| Club            | Año   | J. League | J. League | Copa J. League | Copa J. League | Total | Total |
| Club            | Año   | Part.     | Goles     | Part.          | Goles          | Part. | Goles |
| --------------- | ----- | --------- | --------- | -------------- | -------------- | ----- | ----- |
| Blaublitz Akita | 2014  | 24        | 4         | -              | -              | 24    | 4     |
| Blaublitz Akita | 2015  | 29        | 2         | -              | -              | 29    | 2     |
| Fujieda MYFC    | 2016  | 18        | 1         | -              | -              | 18    | 1     |
| Total           | Total | 71        | 7         | 0              | 0              | 71    | 7     |